# Viggeby, Mariefred

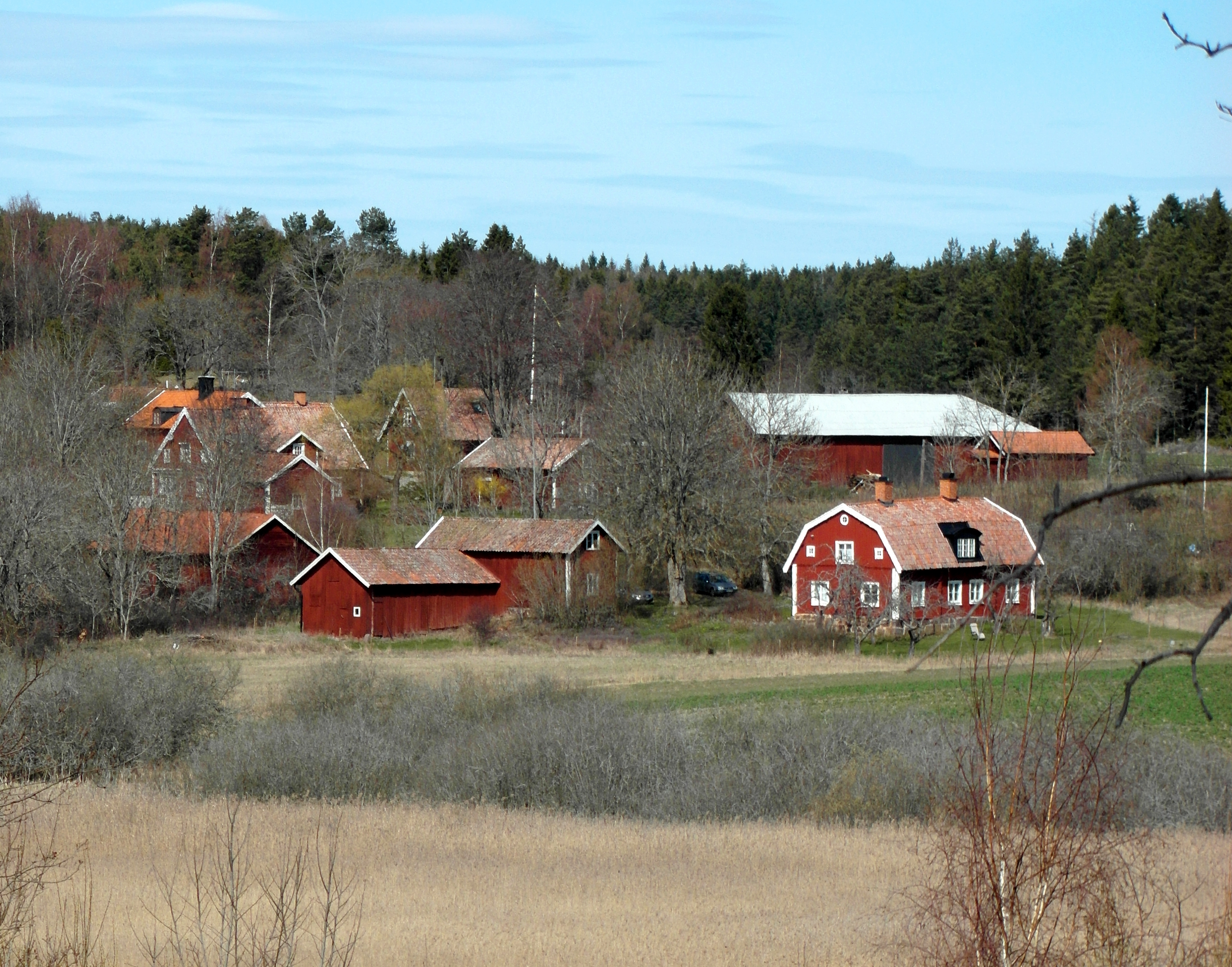
Viggeby, vy från söder. I förgrunden syns den numera igenväxta sjön Fatburen

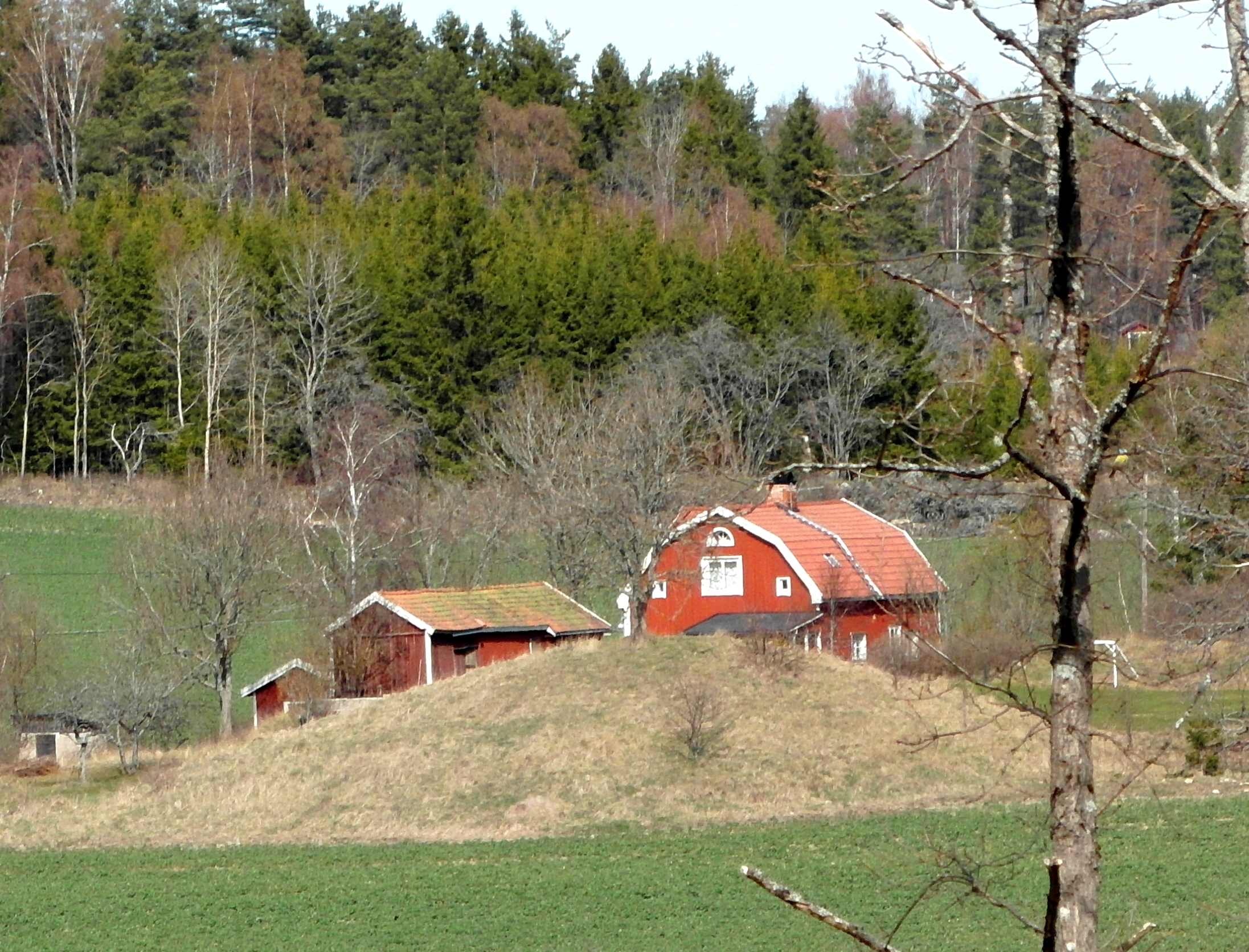
Gravhögen vid Viggeby är från järnåldern och en av de största i Södermanland

Viggeby är en by i Kärnbo socken, strax norr om Mariefred i norra Södermanland. Byn var i äldre tider uppdelad i tre, senare fyra, gårdar. Viggeby, som delvis ligger på en höjd norr om den tidigare sjön Fatburen, har anor från vikingatiden. 
På byns ägor finns flera fornminnen, bland annat gravfält, flera stensättningar, en runsten (Sö 183) och en gravhög från järnåldern, som ligger strax intill runstenen. Gravhögen är en av de största i Södermanland. Den är cirka fyra meter hög och har en diameter på cirka 35 meter.
De tre gårdarna benämns Oppgården, Mellangården och Nergården. Nergården har delats i sen tid. Den äldre bykaraktären är bibehållen, delvis med bebyggelse från 1700-talet, även om en del äldre ekonomibyggnader har rivits. Var och en av de tre gårdarna bestod av 40-45 tunnland åker och 70-90 tunnland skog. Delar av byns skogsmarker är avstyckade och bebyggda med fritidshus.
Byns namn har kopplingar till att den ligger vid en tidigare vik av Mälaren, som genom landhöjningen bildade en insjö. Sjön, Fatburen, har använts för fiske för Gripsholms slotts behov och har numera huvudsakligen växt igen.
Byns gårdar har under vissa tider tillhört Gripsholms slott, och bönderna har varit skyldiga att vara med vid slottets ängsslåtter.